# Humularia tenuis
Humularia tenuis là một loài thực vật có hoa trong họ Đậu. Loài này được P.A.Duvign. miêu tả khoa học đầu tiên.